# Порпетто
Порпетто (итал. Porpetto) —  коммуна в Италии, располагается в регионе Фриули-Венеция-Джулия, в провинции Удине.
Население составляет 2732 человека (2008 г.), плотность населения составляет 139 чел./км². Занимает площадь 20 км². Почтовый индекс — 33050. Телефонный код — 0431.
Покровителем коммуны почитается  священномученик Викентий Сарагосский, празднование 22 января.

## Демография
Динамика населения:

## Администрация коммуны
- Официальный сайт: http://www.comune.porpetto.ud.it Архивная копия от 27 марта 2022 на Wayback Machine